# Verds Independents
Els Verds Independents (danès: Frie Grønne) (Q), és un partit polític d'esquerra a Dinamarca. Va ser fundat el 7 de setembre de 2020 per quatre antics membres de L'Alternativa: Sikandar Siddique, Uffe Elbæk i Susanne Zimmer, que són membres del parlament danés, i Niko Grünfeld, membre de l'Ajuntament de Copenhaguen. El líder del partit és Sikandar Siddique. Elbæk va ser fundador i líder de L'Alternativa des del 2013 al 2020.
Els Verds Independents es descriuen com a d'esquerres i un «partit responsable, conscient del canvi climàtic i antiracista».

## Resultats electorals

### Parlament
| Elecció | Vots   | %             | Escons  | +/-        | Govern            |
| ------- | ------ | ------------- | ------- | ---------- | ----------------- |
| 2022    | 31.787 | 0,9 (núm. 13) | 0 / 179 | Partit nou | Extraparlamentari |